# 207 (číslo)
Dvě stě sedm je přirozené číslo, které následuje po čísle dvě stě šest a předchází číslu dvě stě osm. Římskými číslicemi se zapisuje CCVII a řeckými číslicemi σζ.

## Matematika
207 je:
- Deficientní číslo
- Nešťastné číslo
- Nepříznivé číslo

## Chemie
- 207 je nukleonové číslo třetího nejběžnějšího izotopu olova.[1]

## Astronomie
- (207) Hedda je planetka hlavního pásu, kterou objevil v roce 1879 Johann Palisa.

## Doprava
- Silnice II/207 je česká silnice II. třídy vedoucí na trase Toužim – Borek.[2]

## Roky
- 207
- 207 př. n. l.